# Roberto Santilli
Roberto Santilli (Roma, 22 febbraio 1965) è un allenatore di pallavolo italiano.

## Palmarès

### Club
- Campionato sudcoreano: 1

2020-21
- Coppa di Polonia: 1

2009-10

### Riconoscimenti individuali
- 2021 - V-League: Miglior allenatore